# Amir Koku
Amir Damer Koku (16 settembre 1979) è un ex calciatore sudanese, di ruolo difensore.

## Carriera

### Club
Ha sempre giocato nel campionato sudanese.

### Nazionale
Con la Nazionale ha partecipato alla Coppa d'Africa 2008.